# Pouzy-Mésangy
Pouzy-Mésangy är en kommun i departementet Allier i regionen Auvergne-Rhône-Alpes i de centrala delarna av Frankrike. Kommunen ligger  i kantonen Lurcy-Lévis som ligger i arrondissementet Moulins. År 2022 hade Pouzy-Mésangy 383 invånare.

## Befolkningsutveckling
Antalet invånare i kommunen Pouzy-Mésangy
Referens: INSEE